# آرونه (رودخانه)
آرونه (به انگلیسی: Arrone)، رودی ایتالیایی است که به دریای تیرنی ریخته و منبع آن دریاچه براچیانو می‌باشد. این رود از دریاچه آنگوئیلاراساباتسیا نشأت گرفته و وارد دریای تیرنی نزدیک ماکارسه و فرگنه محل‌هایی در کومونهٔ فیومیچینو.
یک رود ایتالیایی دیگر به نام «آرونه» وجود دارد که به دریای تیرنی می‌ریزد. سرچشمه آن نزدیک پیانسانو است.